# 辣妹當家
《辣妹當家》（GALS!）為藤井三穗南的少女漫画作品。在少女漫画雜誌《Ribon》（集英社）上，從1999年連載到2002年。另外，原作也被改編為動畫《辣妹當家》（超GALS! 寿蘭（すーぱーギャルズ ことぶきらん））並且還被科樂美加以遊戲化，而發售三款遊戲。

## 故事概要
以澀谷為舞台，描述關於一位有著超級領導力的女子高中生・壽蘭和她的友人・綾及美由的故事。初次見面的三人並不把對方當一回事，但隨著一同體驗到各式各樣的事情後、三人漸漸打開了各自的心房。
故事中三人也有友情破裂和戀愛不順等煩惱，不過最後三人都能順利渡過並且能被真正稱作「最棒的朋友們」。

## 流行的理由
以當時的辣妹（像是迷你裙、厚底靴、黑臉化等流行）為題材來描寫，並且從一開始就受到關心。另外因為是描寫東京街道上的現實事物，所以受到住在當地的女子的關心和注目。同時期也有濱崎步成為辣妹和女高中生的模範，讓辣妹也對本作投以注目並且讓電視連續數日報導這些涉谷和池袋中的辣妹們。
另外，在辣妹間有像是蘭她們這些個性明亮和強烈的正義感的人，讓漫畫表現出辣妹間能互相支持又能獨立，而在作中幫助受到欺負的後輩，傳達不要援助交際、逮補搶奪犯等事件表現出蘭她們的正義感，也使本作實際上在低年齡層中有相當的人氣。

## 過於「美化辣妹」的問題
作品是以「辣妹」為題材取向，並且趁著這股流行而大紅（不過對此批判，表示厭惡感而不看的讀者和觀眾卻很少）。主角等人的外表和言行雖然像是辣妹，卻被描寫成重視仁義和友情的人物，以及在對人關係方面也都井然有序，難以讓人覺得這是現實中的辣妹，因此讓作品也成為從否定辣妹的存在變成加以美化了辣妹。然後這部作品由於是以女性向為主，所以也有許多人擔心會對低年齡層帶來不好影響。而且從孩子的觀點來看，常常最後會接受這種「與生活無關的故事」。

## 登場人物

### 主要人物
壽 蘭（ことぶき らん）
聲：豐口惠／香港：鄭麗麗
代表顏色：  红色
本作主角。警察家庭的長女（次子），鳳南（ほうなん）高中學生。星座為射手座。雙親和哥哥都是警察，因此也希望妹妹能當警察。不過，她自己是「只要現在快樂就好了，是個討厭努力，討厭讀書，做事喜歡隨著自己步調的人。在澀谷，是個以「最強的辣妹」而出名的女子高中生領導人物。不管有沒有錢、每天都會在涉谷中盡力玩耍。從國中就一直不聽老師的話、而且也是個常違反服裝規定的問題兒，就算升上高中也沒有改變，在一年級時、就因為和體育老師・群青老師打架，而被處罰10日的在家反省處分（本來是要退學，但因為中西老師向校長請求而改成在家反省）。不過反面來說、她也是個正義感相當強的人，因此受到一部分的人所稱讚。特徵是瀏海有紅色挑染，髮型也常有變化，像是筆直型（國中生時）→捲髮型（高中生時）。
成績很差，成績單上只拿到兩分。不過運動神經卻相當好，所以體育成績拿到五。不過因此被中西老師強迫要在暑假時補課，卻因為想偷懶而翹課，後來和他約定要在運動會上帶領班上拿到優勝並且實現約定，不過也因此被群青老師所盯上。雖然成績差，但不知為何（奇蹟似的）能升上二年級。
由於在涉谷相當出名，所以有許多憧憬她的人紛紛就讀鳳南高中。因此她在二年級時也設立「涉谷部」。到她三年級時，社員已經有一百人左右。
小學時就想要當警察，但因為有服裝規定而讓她變成現在的個性，不過最後還是決定成為警察。畢業後實現願望成為女警並且被配置在涉谷警察署（「為了向「超烏龍派出所」致敬所特地畫的一頁漫畫）。
山咲 美由（やまざき みゆ）
聲：池澤春菜／香港：林元春
代表顏色：  黄色
蘭從國中時的朋友。星座為天蠍座。國中時曾加入不良組織，後來因為蘭的哥哥・大和而獲得新生。因此和大和深深相愛。過去由於當過不良少女而讓人害怕，不過後來也因為大和的循循善誘與教化而顯露出天真善良的本質。自尊心相當強，小時候父母就離婚、之後又再婚。但因為母親對她不聞不問，而無法回到家中（所以一段時期、暫住在壽家）。
最後即使被母親拋棄，但也因此能和大和結婚。
高中畢業後，為了想當幼兒保育老師而進入專科學校就讀。
星野 綾（ほしの あや）
聲：壹智村小真／香港：梁少霞
代表顏色：  蓝色
蘭的同學。星座為魔羯座。是個成績優秀且性格認真的少女，但班上卻傳出小綾在「援助交際」的謠言，以致於自暴自棄。幸好壽蘭即時罵醒了她，並且成為她的朋友。高中入學時以第一名考入鳳南高中。暗戀著乙幡麗，起初因膽小怕事不敢和麗表白，最後經過蘭的鼓勵後，變得開朗和有主見。曾被片瀨同學追求。最後，綾決定放棄入學推薦，選擇考取和麗一樣的大學。

### 鳳南高中
中西老師（なかにし せんせい）
聲：真夏龍／香港：林保全
蘭他們的班導，通稱為「中師」。是個為學生著想的老師，常為蘭的事情而傷腦筋，兩人的關係很接近「烏龍派出所」的大原和兩津的關係。
群青老師（ぐんじょう せんせい）
聲：西前忠久／香港：雷霆
体育老師。是個很自我中心的老師，所以把班級當作自己的班級並且要以自己的意見為主。在蘭曾經目擊學生的虐待而跑去阻止時，卻對蘭說出「不能相信妳這個問題兒童」。在蘭他們1年級時，揍了蘭（但因為蘭也反擊、被處罰在家反省十天）而被轉職到本多真美他們上的學校。　
黑臉紅、黑臉黃、黑臉藍
聲：玉木有紀子（紅色）・春林（黃色）・山崎幸（藍色）／香港：劉惠雲（紅色）・雷碧娜（黃色）・盧素娟（藍色）
通稱為「黑臉戰隊」。每次都和蘭起糾紛但都一直贏不了她。一開始隊伍只有一個人而且臉也是白的。這三個人也在募集男友中。
在裡設定中，有她們的本名分別叫作里香、由香、美香。
小峰 真希
聲：笹本優子／香港：陳凱婷
上原 理惠
聲：島涼香／香港：劉惠雲
蘭、美由、綾的同學（原作裡綾中途轉到升學班）。和蘭小學時就認識。
本多皐月
声：山崎幸／香港：雷碧娜
蘭、美由、綾的同學（原作裡綾中途轉到升學班）。和蘭小學時就認識。髮色為淺灰色。
淺井 栞
聲：冰上恭子／香港：劉惠雲
淺井 孝司
聲：松田佑貴／香港：李錦綸
武
聲：草尾毅／香港：潘文柏
持田 幸惠
聲：前田愛／香港：陳凱婷

### 明匠第一高校
乙幡所上的男子高中。原型來自法政大学第二中・高等学校（雖然是男子校、但蘭很想要他們的書包）。
乙幡 麗（おとはた れい）
聲：神谷浩史／香港：蘇強文
明匠第一高中生。生日為3月6日。身高180cm、体重59kg。血型B型是個贏得「超級高中生頂尖獎」的美男子。在女孩被當作偶像一樣的存在，但是本人卻對此完全不在意，而且甚至對這件事情常露出很為難的表情。個性相當酷，所以常表現得很冷淡，不過在和綾交往後，才漸漸改善。
麻生 裕也（あそう ゆうや）
聲：鈴村健一／香港：馮錦堂
和麗上同間高中的高中生。生日為11月27日。身高182cm、体重61kg。血型O型。贏得「超級高校生頂尖獎」第2名。不過因此綽號叫作「第二名」。喜歡蘭、有很不成熟的地方而且在蘭面前會緊張到無法動彈。之後，經過許多波折後，和本多真美交往。

### 壽家
壽 泰三（ことぶき たいぞう）
聲：松尾銀三→立木文彥／香港：陳永信
蘭的父親和一名警官。壽家是個出現很多警察的家族，所以他自己也是警察，自己也打算讓蘭成為警察。在感情到達高點時，也是個會使出Giant Swing(把對手抓起來旋轉)的危險人物。
壽 清香（ことぶき きよか）
聲：小林優子／香港：林丹鳳
蘭的母親，也是一名女警。
壽 大和（ことぶき やまと）
聲：高橋廣樹／香港：陳卓智
蘭的哥哥、在渋谷擔任交番勤務巡察警察。在美由國中時，因為讓她脫離不良少女的生活而開始交往。
在原作終盤，打算幫助直樹而遇到事故，陷入意識不明的情況，結果卻奇蹟似的回復過來。（也因此讓蘭決定成為警察），後來順利和美由結婚。
壽 沙夜（ことぶき さよ）
聲：釘宮理惠／香港：曾秀清
蘭的妹妹，以當警察為志願。和姐姐・蘭一樣正義感很強。有著「〜達啾」的口頭禪。星座為獅子座。從故事開始就是國中生，並且和男友匡斗和古井組成「中坊デカ」(之後改名成「高1デカ」→「高2デカ」)。另外創立「涉谷部刑事課」，以為了守護涉谷而進行各式各樣的活動。以後進入鳳南高中。曾被直樹喜歡上，但她本人卻沒發現。
國中時因為前髮剪太多，因此帶上帽子來遮掩。但以這種姿態到學校時，卻被匡斗愛上，因此此後就一直喜歡戴帽子。

### 其他人物
黑井 達樹（くろい たつき）
聲：小尾元政／香港：梁偉德
就讀町田西高中，長的像是猴子，通稱（自稱?）為「町田的黑仔」。偶然間到了涉谷，與蘭相遇並且一拍即合，因此成為蘭的男友。蘭則叫他「達吉」。運動神經同樣很好，擅長跳Para Para舞。老家則是拉麵店。
後半段因為懷疑蘭劈腿而差點和她分手，在經過一些波折後和蘭重修舊好。
黑井 直樹（くろい なおき）
聲：阪口大助／香港：袁淑珍
達樹的弟弟。喜歡上大頭照上的蘭（但她有變臉）、於是從町田來到涉谷。由於有很容易愛上人的性格、所以不僅是蘭，包括美由、沙夜、綾、各式女性都有愛上過（蘭→美由→沙夜→綾→モンキチ）（對於喜歡上的人會把名字重複兩次，像是「蘭蘭」「美由美由」等）。通稱為「直樹」。夢想是開一間拉麵店。動畫版中則沒有喜歡上綾，而是先愛上姫島永久，之後又在最終話時愛上月野霞。
祝 匡人（いわい まさと）
聲：宮田幸季／香港：盧素娟
沙夜的男友。喜歡上沙夜戴帽子的樣子，而和她成為一對笨蛋情侶檔。當初和沙夜2人組成「中坊デカ」來維護涉谷的和平。進入高中後又加上直樹，而繼續他們的刑事遊戲。
本多 麻美／本多 真美（ほんだ まみ）
聲：石津彩／香港：黃麗芳
蘭的最大對手、以池袋為她的勢力範圍。由於一件意外而愛上裕也，強迫他和自己交往，最後兩個人順利在一起。
動畫版中則是本多財團的女兒，也是名上千金學校的精英女高中生。
工藤 春江／工藤 春惠 （くどう はるえ）
聲：高木禮子／香港：沈小蘭
和真美一起行動的女高中生。和國中生時的美由，因為互相搶地盤而結下樑子，最終兩人順利和解。
月野 霞
聲：笹本優子／香港：沈小蘭
動畫版原創角色。故事後半段登場，因為和蘭起爭執而視她為對手，是個戴著眼鏡和留著馬尾的女國中生。外表雖然不起眼，但性格卻非常激烈，以當辣妹為目標，想要成為傳說中在涉谷帶領風潮的辣妹。
姫島 永久
聲：齋藤惠理／香港：雷碧娜
動畫版原創角色。愛稱為「小永久」。是美由打工的咖啡店「パームツリー」的店長。實際上就是月野霞所崇拜的傳説涉谷領導辣妹。
松田 裕作
聲：樫井笙人／香港：雷霆
動畫版原創角色。是演出沙夜他們喜歡的「走吧!台場COP」的初代主角，工藤刑警角色的演員（以松田優作為原型）。在作中的劇内因為殉職而從主角降格，並且以殭屍刑警的身分回來。和姫島永久是学生時代的同學，當時有個「半魚人」的稱號。

## 動畫

### 特徴
本作中有各式各樣的戲仿登場。像是中西先生的「教師生活25年」（來自於「ど根性ガエル」的町田老師），「劇中劇的「走吧! 台場COP」（來自於『向太陽怒吼!』和『大搜查線』兩部刑警劇），蘭的必殺技「雙重厚底飛鑣」（來自於『蓋特機器人』），蘭也會變身成涉谷戰士丸九月光（來自『美少女戰士』）等許多戲仿。後半段的這個傾向更是明顯。
另外本作也常使用過場動畫來作為主要場面轉換。而本來的過場動畫的功用則是用來進廣告前後或是提及該集標題時。

### 工作人員
- 原作：藤井三穗南（集英社「Ribon」）
- 企畫：岩田圭介（東京電視台）、布川郁司（Studio Pierrot）
- 製作人：具嶋朋子（東京電視台）、津野龍之輔（Studio Pierrot）
- 系列構成：久保田雅史
- 角色設定：楠本祐子、田中比呂人
- 美術監督：東潤一
- 色彩設計：佐藤祐子、加瀬結起
- 攝影監督：蓜島尚久
- 編輯：松村正宏
- 音響監督：亀山俊樹
- 音樂：伊藤真澄
- 音樂制作：Lantis
- 音樂製作人：伊藤善之
- 音樂協力：東京電視音樂
- 導演：小林常夫
- 製作：東京電視台、Studio Pierrot

### 主題曲
- 片頭曲

作詞・作曲：かな，編曲：野山昭雄，歌：dicot
- 片尾曲

作詞：高木郁乃，作曲・編曲：吉田ゐさお，歌：Jungle Smile

### 各話列表
| 話数 | 日文標題                                | 中文標題（緯來日本台）               | 腳本           | 繪畫              | 演出         | 作画監督          |
| ---- | --------------------------------------- | ------------------------------------ | -------------- | ----------------- | ------------ | ----------------- |
| 1    | 天下のギャル・イケイケ→寿蘭             | 天下第一超級辣妹！上吧，壽蘭！       | 久保田雅史     | 小林常夫          | 青木佐恵子   | 大竹紀子          |
| 2    | 渋谷・ハラハラ→大捜査線                 | 涉谷大搜查線！                       | 佐藤博暉       | 大田博光          | 久城りおん   | 大坪幸麿          |
| 3    | オンナゴコロ・ドキドキ→赤メッシュ       | 女人心！緊張緊張，紅色挑染！         | 阪口和久       | 春野徹也          | 春野徹也     | 石倉敬一          |
| 4    | アルアル?ナイナイ?→おとこ運?            | 有嗎？沒有嗎？男人運？               | 関島眞頼       | 松浦錠平          | 松浦錠平     | 中山正恵          |
| 5    | ハート・バラバラ→綾と絶交!？            | 內心亂七八糟！跟小綾絕交！？         | 佐藤博暉       | 阿部記之          | 畠山茂樹     | 北野幸広          |
| 6    | プール・ワクワク→チユーボー刑事！       | 游泳池！擔任刑事超興奮！             | 阪口和久       | 畠山茂樹          | 畠山茂樹     | 河村明夫          |
| 7    | 黒い影・ヒタヒタ→狙われた美由           | 黑色陰影！美由被盯上了               | 久保田雅史     | 小柴純弥          | 久城りおん   | 大坪幸麿          |
| 8    | ココロ・チクチク→美由の過去             | 刺痛的心！美由的過去                 | 久保田雅史     | 阿部記之          | うえだしげる | 大竹紀子          |
| 9    | 想い出・ボロボロ→沙夜が誘拐？           | 回憶點滴！沙夜被誘拐了？             | 佐藤博暉       | 青木佐恵子        | 青木佐恵子   | 石倉敬一          |
| 10   | 裕也・ソワソワ→ライバル登場！           | 裕也的對手登場了！                   | 阪口和久       | 松浦錠平          | 松浦錠平     | 中山正恵          |
| 11   | 渋谷横断・チキチキ→グランプリ           | 橫越涉谷大獎賽！                     | 阪口和久       | 畠山茂樹          | 畠山茂樹     | 北野幸広          |
| 12   | 約束・バイバイ→剣道少女                 | 約束！再見了，劍道少女               | 久保田雅史     | 冨永恒雄          | 熨斗谷充孝   | 大坪幸麿          |
| 13   | 超お嬢様・ブリブリ→寿蘭                 | 超級大小姐！裝模作樣的壽蘭           | 阪口和久       | 夏野徹也          | 夏野徹也     | 大竹紀子          |
| 14   | 真希・ピカピカ→ギャル一年生!            | 真希！超閃亮1年級辣妹                | 久保田雅史     | 畠山茂樹          | 畠山茂樹     | 桜井木ノ実        |
| 15   | リベンジ・メラメラ→スノボーバトル       | 復仇！滑雪板大戰                     | 網谷正治       | 下田正美          | 下田正美     | 石倉敬一          |
| 16   | 木漏れ日・キラキラ→恋愛記念日           | 閃亮的戀愛紀念日！                   | 金巻兼一       | 松浦錠平          | 松浦錠平     | 中山正恵          |
| 17   | 恋ゴコロ・ユラユラ→綾が告白!?           | 戀愛心情搖擺不定！小綾告白！？       | 金巻兼一       | 福多潤            | 熨斗谷充孝   | 大坪幸麿          |
| 18   | お台場・バチバチ→大決戦!                | 台場大決戰！                         | 金巻兼一       | 秋野徹也          | 秋野徹也     | 北野幸広          |
| 19   | 太陽・サンサン→夏オンナ!                | 太陽！夏日女人！                     | 阪口和久       | 下田正美          | うえだしげる | 大竹紀子          |
| 20   | マミリン・メロメロ→初恋の人             | 真美初戀的人！                       | 久保田雅史     | 畠山茂樹          | 畠山茂樹     | 実原登            |
| 21   | 必勝・ゴーゴー→体育祭                   | 必勝！衝啊衝啊運動會                 | 網谷正治       | うえだしげる      | うえだしげる | 石倉敬一          |
| 22   | 学祭・パラパラ→明匠クイーン             | 校慶！PARAPARA明匠女王               | 金巻兼一       | 下田正美 押切美緒 | 熨斗谷充孝   | 大坪幸麿          |
| 23   | はがせ・ベリベリ→教師のメッキ           | 撕下殘酷教師的鍍金外衣               | 阪口和久       | 東野はじめ        | 松本マサユキ | 大竹紀子          |
| 24   | 町田へ・サル去る→タツキチ失恋!?         | 町田猴仔要離開！達樹失戀了！？       | 網谷正治       | 影山楙倫          | 松浦錠平     | 中山正恵          |
| 25   | 大和・マジマジ→プロポーズ!?             | 大和當真認真，求婚嗎！？             | 関島眞頼       | 遠藤徹哉          | 遠藤徹哉     | 北野幸広          |
| 26   | 超刑事・バリバリ→寿蘭                   | 超刑警！幹勁十足的壽蘭               | 久保田雅史     | 菊池一仁          | 畠山茂樹     | 河村明夫          |
| 27   | ブラザー・キチキチ→ナオキチ見参!        | 寶貝弟弟心花怒放，直樹出場了！       | 網谷正治       | 下田正美          | 今千秋       | 石倉敬一          |
| 28   | 裕也・ナクナク→男を語る                 | 裕也傷心傷心，展現男子漢氣魄！       | 阪口和久       | 冨永恒雄          | 熨斗谷充孝   | 昆富美子          |
| 29   | マミリン・ラブラブ→裕也にほれる         | 真美眉好愛好愛，愛上了裕也！         | 関島眞頼       | 冬野徹也          | 冬野徹也     | 大竹紀子          |
| 30   | ブクロ・グルグル→エクステの謎           | 池袋團團轉，假髮之謎！               | 佐藤博暉       | 佐藤真二          | 松本まさゆき | 下坂英男          |
| 31   | ウェルカム・ウキウキ→開店！パームツリー | 歡迎！興緻勃勃開店，棕櫚樹！         | 久保田雅史     | 佐藤まさふみ      | 畠山茂樹     | 実原登            |
| 32   | 蘭ぴょん・イライラ→新たなライバル!?     | 讓小蘭坐立難安的新對手！？           | 阪口和久       | 遠藤徹哉          | 遠藤徹哉     | 石倉敬一          |
| 33   | カスミ・ムカムカ→リベンジ大作戦!        | 阿霞火冒三丈，報仇大作戰！           | 阪口和久       | 今千秋            | 今千秋       | 北野幸広          |
| 34   | 綾っぺ・ウルウル→乙幡病                 | 小綾走桃花運，外加乙幡病！           | あみやまさはる | 冨永恒雄          | 熨斗谷充孝   | 昆富美子          |
| 35   | 恋愛予報・モヤモヤ→乙幡のち片瀬!?       | 戀愛預報心亂如麻，乙幡換成了片瀨！？ | 浅川美也       | 佐藤まさふみ      | 松本まさゆき | 寺沢伸介          |
| 36   | 温泉・ビバビバ→北の湯けむりギャル事件   | 溫泉霹靂啪啦！北之湯蒸氣辣妹事件     | 関島眞頼       | 佐藤真二          | 熨斗谷充孝   | 下坂英男          |
| 37   | 秘密・バレバレ→マミリンの危機!          | 秘密穿幫了！真美眉的危機             | 久保田雅史     | 遠藤徹哉          | 遠藤徹哉     | 大竹紀子          |
| 38   | ココロ・ジンジン→乙幡の言葉             | 一顆心懸在半空中，乙幡的言語         | 網谷正治       | 佐藤まさふみ      | 畠山茂樹     | 実原登            |
| 39   | 聖夜・リンリン→恋の非常ベル             | 聖誕夜叮叮噹，愛情的緊急鈴           | 佐藤博暉       | 榎本昭宏          | 伊達麻希子   | 東條健次 石倉敬一 |
| 40   | 蘭ぴょん・クラクラ→沙夜になる!?         | 小蘭暈頭轉向，變成了沙夜！？         | 久保田雅史     | 冨永恒雄          | 熨斗谷充孝   | 田中誠輝          |
| 41   | 渋谷戦士・ナゾナゾ→マルキュームーン     | 涉谷戰士神秘兮兮，丸九月光戰士       | 網谷正治       | 佐藤まさふみ      | 松本まさゆき | 飯飼一幸          |
| 42   | 泰三・ノリノリ→警官養成プロジェクト!    | 泰三信心滿滿，警官養成計劃           | 阪口和久       | 榎本明広          | 矢野篤       | 下坂英男          |
| 43   | 純情・モジモジ→理恵の恋バナ             | 純情臉紅心跳，理惠的愛情故事         | 佐藤博暉       | 伊達麻希子        | 伊達麻希子   | 北野幸広          |
| 44   | 殉職・シクシク→お台場シャーク最後の日!  | 殉職哭哭啼啼，台場鯊魚最後的一天!    | 関島眞頼       | 佐藤まさふみ      | 畠山茂樹     | 実原登            |
| 45   | 恋模様・イロイロ→バレンタインデー       | 形形色色的戀人們，情人節             | 阪口和久       | 熨斗谷充孝        | 熨斗谷充孝   | 村上勉            |
| 46   | 激突・チュルチュル→ラーメンバトル！     | 激烈的戰火熊熊，拉麵戰爭             | 浅川美也       | 佐藤真二          | 昭島三十郎   | 石倉敬一          |
| 47   | カスミ・ポカポカ→憧れのコート           | 阿霞暖洋洋，夢想中的大衣             | 網谷正治       | 佐藤まさふみ      | 松本まさゆき | 飯飼一幸          |
| 48   | ギャルバトル・ガンガン→マミリン破局!?   | 辣妹大戰轟隆隆，真美眉心碎！？       | 浅川美也       | 鴫野彰            | 土屋浩幸     | 下坂英男          |
| 49   | 傷心・ヒリヒリ→美由の帰る場所           | 傷心隱隱作痛，美由的歸屬             | 久保田雅史     | 吉田義樹          | 吉田義樹     | 北野幸広          |
| 50   | 恋の疑惑・ザワザワ→冷たい春風           | 愛的疑惑沙沙作響，冷冷的春風         | 阪口和久       | 佐藤まさふみ      | 畠山茂樹     | 実原登            |
| 51   | 友情・ニコニコ→心のIDプレート           | 友情笑咪咪，心靈的ID片               | 浅川美也       | 今千秋            | 熨斗谷充孝   | 昆富美子          |
| 52   | さよなら・ランラン→渋谷の空は変わりなく | 再見蘭蘭，涉谷的天空依然沒變         | 久保田雅史     | 小林常夫          | 今千秋       | 大竹紀子          |

## 遊戲
- 超GALS! 壽蘭（Game Boy） - 2001年7月26日 發售
- 超GALS! 壽蘭2〜奇蹟→Getting〜（Game Boy） - 2002年2月7日 發售
- 超GALS! 壽蘭特別版〜イケメンゲッチュー辣妹派對ー（PlayStation） - 2002年8月8日 發售

## 外部連結
- 東京電視台《辣妹當家》官方網站 （页面存档备份，存于）（日語）
- 緯來日本台《辣妹當家》官方網站 （页面存档备份，存于）

| 香港 無綫電視翡翠台 星期六 10:50－11:45 7月13日至8月10日、8月24日、10月5日 10:50－11:20 8月17日 10:50－11:25 3月30日、6月15日、8月31日暫停播放 | 香港 無綫電視翡翠台 星期六 10:50－11:45 7月13日至8月10日、8月24日、10月5日 10:50－11:20 8月17日 10:50－11:25 3月30日、6月15日、8月31日暫停播放 | 香港 無綫電視翡翠台 星期六 10:50－11:45 7月13日至8月10日、8月24日、10月5日 10:50－11:20 8月17日 10:50－11:25 3月30日、6月15日、8月31日暫停播放 |
| --- | --- | --- |
| | （2002年2月23日－10月5日） | |
| 百變小櫻Magic咭 重播櫻桃小丸子友情歲月（09:50－11:45） 重播 （2002年2月16日）                                                                  | 間諜少女組 | |
| 星期一至五 10:10－10:40 3月5日、3月18日、3月31日、4月14至25日、5月1日、5月8日、6月4日暫停播放 （3月20日腰斬後於3月21日重新播放）               | | |
| 銀河醒目女 重播 | 重播 （2003年3月4日－6月6日） | 鋼鐵天使 重播 |

| 台灣 客家電視台 星期六17:30－17:50節目（後改為16:30－16:50） | 台灣 客家電視台 星期六17:30－17:50節目（後改為16:30－16:50） | 台灣 客家電視台 星期六17:30－17:50節目（後改為16:30－16:50） |
| ------------------------------------------------------------ | ------------------------------------------------------------ | ------------------------------------------------------------ |
|                                                              | 辣妹當家 海陸腔 （2008年4月5日－2009年3月28日）              |                                                              |
| —                                                            | 南家三姐妹 海陸腔 南家三姊妹～再來一碗～ 海陸腔              |                                                              |